# Jean-Baptiste de Cacqueray
Pour les articles homonymes, voir Cacqueray.
Pour les autres membres de la famille, voir Famille de Cacqueray.
Jean-Baptiste de Cacqueray de Lorme, né le 2 mai 1779 à Beauvoir-en-Lyons et mort le 13 février 1834 à Villedieu-le-Château (Loir-et-Cher), est un officier dans la chouannerie des guerres de Vendée.

## Biographie
Il est le fils d'Honoré Charles de Cacqueray et d'Angélique Godard de Mésangueville. Émigré, il revient en France en 1797 et entre dans la chouannerie bas-normande au sein de l'armée de Condé catholique et royale organisée par Louis de Frotté. C'est dans cette organisation qu'il côtoie celui qui va devenir son beau-père : Robert-François d'Aché de Serquigny. Il devient capitaine de la division chouanne de Louviers sous le nom de guerre Gusman puis capitaine adjudant major aux ordres de Georges Cadoudal lorsqu'est découvert le dernier projet visant Napoléon, il est arrêté le 19 février 1804 pour complot par la police de Fouché avant d'être relâché en juillet 1804. 
Nommé maire de Pressagny-l'Orgueilleux, il administre cette commune de 1808 à 1811 (cahier des délibérations de la commune) il habite avec ses beaux grands-parents, la famille de Roquefeuil, dans le château renaissance de Pressagny-l'Orgueilleux.